# Li Mengwen
Li Mengwen (chinesisch 李梦雯; * 28. März 1995 in Suzhou, Jiangsu) ist eine chinesische Fußballspielerin.

## Karriere

### Vereine
Von Jiangsu Yinhao kommend, wechselte sie auf Leihbasis im September 2022 bis zum Ende der Spielzeit 2022/23 zu Paris Saint-Germain.

### Nationalmannschaft
Mit der chinesischen U17 nahm sie an der Weltmeisterschaft 2012 teil und kam hier auf drei Einsätze. Mit der U20 nahm sie dann an der Weltmeisterschaft 2014 teil und kam hier ebenfalls bei drei Partien zum Einsatz.
Ihr Debüt bei der A-Nationalmannschaft hatte sie bei den Asienspielen 2018, bei einem 16:0-Sieg über Tadschikistan. Nach der vorherigen Teilnahme bei der Qualifikation gehörte sie dann auch mit zur Auswahl beim Turnier der Olympischen Spiele 2020, wo sie erneut in allen drei Spielen eingesetzt wurde.
Bei der Asienmeisterschaft 2022 war sie wieder mit am Start, bei welcher sie mit ihrem Team am Ende den Titel gewann. Auch wenn sie nach dem Viertelfinale keinen Einsatz mehr hatte. Im Sommer war sie dann auch noch bei der Ostasienmeisterschaft 2022 dabei und kam hier zu einer Partie mit Spielzeit.
Am 5. Juli 2023 wurde sie für den finalen Kader bei der Weltmeisterschaft 2023 nominiert.